# IDA Pro
IDA Pro，為公司的反编译與除錯工具的產品。常用於逆向工程。

## 历史
Ilfak Guilfanov于1990年开始以共享软件的形式开发并发布 IDA。1996年，比利时公司DataRescue接手了IDA的开发，并以IDA Pro的名称进行商业化销售。
最初版本的IDA仅能在DOS扩展器、OS/2或Windows控制台应用程序环境下运行，并没有提供图形用户界面。1999年，DataRescue发布了首个支持GUI的IDA Pro（IDA Pro 4.0）。
2005年，Ilfak Guilfanov创立了Hex-Rays，以研发IDA的反编译器扩展。2008年1月，Hex-Rays从DataRescue手中接管了IDA Pro的开发和支持。
2022 年，Hex-Rays被欧洲风险投资和私募股权投资公司Smartfin收购。

## 支持的系统/处理器/编译器

### 系统主机
- Windows x86 和 ARM
- Linux x86
- Mac OS X x86

### 可执行文件格式
- COFF及其衍生版本，包括Win32/64/通用PE
- ELF及其衍生版本（通用）
- Mach-O (Mach)
- NLM (NetWare)
- LC/LE/LX（OS/2 2.x+ 和各种DOS扩展器）
- NE（OS/2 1.x、Win16和各种DOS扩展器）
- MZ (MS-DOS)
- OMF（英语：Relocatable Object Module Format） 及其衍生版本（通用）
- AIM（英语：Arm Image Format）（通用）
- 原始二进制，如 ROM 映像或 COM 文件

### 指令集
- Intel 80x86 家族
- ARM 架构
- Motorola 68k（英语：Motorola_68000_family） 和 H8
- Zilog Z80
- MOS 6502
- Intel i860（英语：Intel_i860）
- DEC Alpha
- 亚德诺半导体 ADSP218x
- Angstrem（英语：Angstrem_(company)） KR1878
- Atmel AVR 系列
- DEC 系列 PDP11
- 富士通 F2MC16L/F2MC16LX
- 富士通 FR 32 位家族
- 日立 SH3/SH3B/SH4/SH4B
- Hitachi H8：h8300/h8300a/h8s300/h8500
- Intel 196 系列：80196/80196NP
- Intel 51 系列：8051/80251b/80251s/80930b/80930s
- Intel i960 系列
- Intel Itanium（ia64）系列
- Java 虚拟机
- MIPS：mipsb/mipsl/mipsr/mipsrl/r5900b/r5900l
- 微芯片 PIC：PIC12Cxx/PIC16Cxx/PIC18Cxx
- MSIL
- 三菱 7700 家族：m7700/m7750
- 三菱 m32/m32rx
- 三菱 m740
- 三菱 m7900
- 摩托罗拉 DSP 5600x 家族：dsp561xx/dsp5663xx/dsp566xx/dsp56k
- Motorola ColdFire（英语：Motorola_ColdFire）
- 摩托罗拉 HCS12
- NEC 78K0/78K0S
- PA-RISC
- PowerPC
- Xenon PowerPC 家族
- SGS-Thomson ST20/ST20c4/ST7
- SPARC 家族
- Samsung SAM8
- 西门子 C166
- TMS320Cxxx 系列

### 编译器/库（用于自动库函数识别）[18]
- DOS/Windows 的 Borland C++ 5.x
- Borland C++ 3.1
- DOS/Windows 的 Borland C Builder v4
- Cygwin 的 GNU C++
- Microsoft C
- Microsoft QuickC（英语：QuickC）
- Microsoft Visual C++
- DOS/OS2 的 Watcom C/C++（16/32 位）
- ARM C v1.2
- Unix/common 的 GNU C++

## 外部連結
- IDA Pro Disassembler （页面存档备份，存于） - multi-processor, windows hosted disassembler and debugger
- Hex-Rays IDA Page : IDA Pro Freeware Download Page（页面存档备份，存于）（免費版已到7.0版）